# Campus de Tohannic
Le campus de Tohannic est un campus vannetais. Il compte des composantes de l'Université de Bretagne-Sud. Le campus, nommé d'après la rue du même nom, est situé au sud-est de la ville.

## Historique

### Création du campus
La création d'un campus dans le quartier de Tohannic à Vannes est discutée dans le cadre de la création de l'université de Bretagne-sud au début des années 1990. La ville dispose déjà d'enseignements de droit et d'économie depuis 1966 dans le centre-ville, ainsi qu'un IUT depuis 1970 à Kercado. Cependant ni la municipalité ni les enseignants déjà implantés ne cherchent à l'époque à réunir sur un même site toutes les activités universitaires. Les enseignements d'IUP ouverts à la suite de la création de l'université de Bretagne-sud sont ainsi localisés sur un troisième site d'implantation dans le quartier de Tohannic.
Les premiers bâtiments sont ouverts en 1997 et accueillent l'IUP sur 3 480 m2. Suivent ensuite deux nouveaux bâtiments qui entrent en service en 2000, l'un affecté à la recherche et disposant de 3 886 m2, et l'autre abritant la bibliothèque et disposant de 1 646 m2. Il est question dans la deuxième moitié des années 1990 de déménager les départements d'enseignement scientifique de l'IUT, et le conseil de celui-ci se prononce pour le transfert de l'ensemble de celui-ci sur le nouveau site.

### Transfert d'autres enseignements
En février 2010, le projet de déménagement de la Faculté de droit, des sciences économiques et de gestion du centre-ville de Vannes vers le campus est finalisé. Les travaux sont initialement prévus pour débuter en mars 2011, et commencent en avril 2011, et prévoient d'être achevés pour la rentrée universitaire de septembre 2012. Dans ce cadre, la construction d'un nouveau bâtiment de 11 000 m2 est prévu, pour un budget total de 16 millions d'euros, dont 11,2 millions pour la faculté de droit, et dont le financement est inscrit dans le contrat de plan État-Région de la période 2007-2013. Après un appel d'offres, c'est le cabinet d'architecte Jacques Ripault qui est chargé de la réalisation de ce nouveau bâtiment. Les travaux prennent cependant du retard, et en février 2012 il est annoncé que son ouverture n'aurait lieu qu'en février 2013
L'Institut de formation en soins infirmiers étudie son transfert de l'hôpital Chubert vers le campus à partir de 2009, et celui-ci est décidé pour 2012. Ce sera la première fois en France qu'un rapprochement entre des formations infirmières et des formations universitaires sera réalisé. Il s'intègre dans le même bâtiment que la faculté de droit et représente 4,7 millions d'euros sur le budget total du bâtiment.

### Développement des infrastructures
La bibliothèque universitaire est initialement vouée aux sciences, et construite à partir de 2002 pour une inauguration en 2004. Un agrandissement de celle-ci est programmé dans la tranche des travaux qui concerne le transfert de la faculté de droit afin d'accueillir les fonds présents jusqu'alors dans le centre ville. Cependant, en raison de la crise économique, l'État réduit de moitié son financement, et le repoussement de l'extension de la bibliothèque est alors étudié.
Avant la fin de ces travaux, le restaurant universitaire présent dans le centre de ville de Vannes doit initialement fermer en septembre 2010, obligeant les étudiants de la faculté de droit, des sciences économiques et de gestion à se rendre dans celui de Tohannic dont l'ouverture doit se faire pour la même date. Ce dernier, dont les travaux ont commencé en mai 2009 est bâti selon des normes de haute qualité environnementale. Cependant, un retard dans les travaux impose de différer son ouverture à après la rentrée universitaire de septembre 2010,, et celle-ci n'intervient finalement qu'en septembre 2011 en raison d'un manque de personnels.
Les questions liées à la vie étudiante sont aussi traitées à cette période, le campus devant passer de 700 étudiants en 2010 à 2 700 étudiants en 2012. La vice-présidente chargée du dossier jusqu'au début de l'année 2010 prévoit à l'époque d'y valoriser la vie culturelle, sociale, sportive et associative, ainsi que de créer de nouvelles structures comme une Maison de la santé, ou de déplacer la Maison des étudiants qui se trouve à l'origine dans le centre-ville de Vannes, derrière la faculté de droit.

## Établissements

### Enseignement
- Faculté des Sciences et Sciences de l'Ingénieur (SSI)
- Faculté de Droit, Sciences Économiques et Gestion (DSEG)
- École nationale supérieure d'ingénieurs de Bretagne Sud (ENSIBS)
- Institut de Formation aux Soins Infirmiers (IFSI)

### Recherche
Le campus dispose de plusieurs unités de recherches. Celles-ci sont regroupées dans un bâtiment unique, le « Centre d'enseignement et de recherche Yves Coppens », de 3 886 m2.

### Services
Une Bibliothèque universitaire du service commun de documentation de l'université est présente sur le campus depuis 2004. Elle dispose d'une collection de 18 000 ouvrages en sciences et d'une surface de 1 646 m2. Une extension de 340 m2 doit être ouverte pour 2012 pour accueillir les fonds de la faculté de droit.
- Présidence de l'UBS pour les composantes vannetaises
- Services communs de l'UBS : 
  - Service Universitaire d'Information, d'Orientation et d'Insertion Professionnelle
  - Affaires Internationales
  - Formation continue
  - Service Universitaire des Activités Physiques et Sportives.
- Maison des étudiants
- Antenne Centre régional des œuvres universitaires et scolaires
- Mutuelles étudiantes

## Géographie

### Intégration urbaine
Un projet de complexe sportif localisé à proximité du campus, et à destination des étudiants du site, est étudié par la mairie de Vannes à partir de 2005. Cependant, la possibilité d'un rachat des bâtiments de l'ancienne école de police de Vannes par l'université apparue en 2010 repousse le projet. Les abords du campus voient au début des années 2010 la construction d'un centre d'affaire, le Parc d'affaires Vannes Golfe.
Le campus dispose par ailleurs d'un jardin mis en place en 2008. Celui-ci est géré par des étudiants depuis 2011.

### Transports
- Par bus : lignes 2, 6, 10 et D2 (dominicale). Arrêts Université, Tohannic et Marcellin.